# Aeschrodomus
Aeschrodomus is een geslacht van weekdieren uit de klasse van de Gastropoda (slakken).

## Soort
- Aeschrodomus stipulatus (Reeve, 1852)